# Енгашев, Сергей Владимирович
Сергей Владимирович Енгашев (род. 20 мая 1960, г. Самарканд, Узбекская ССР) — российский учёный, специалист по борьбе с паразитарными болезнями животных. Академик РАН (2019; член-корреспондент с 2016), доктор ветеринарных наук (2003), профессор (2006). Генеральный директор научно-внедренческого центра «Агроветзащита», производителя ветеринарных препаратов. Профессор НГСХА и МГАВМиБ. Заслуженный изобретатель Российской Федерации (2016).

## Биография
Выпускник Московской государственной академии ветеринарной медицины и биотехнологии (1982) и Академии народного хозяйства при Правительстве Российской Федерации (2010). В 1987—1990 гг. аспирант альма-матер и в 1990—1993 гг. её ассистент. В 1992 году защитил кандидатскую диссертацию «Усовершенствование мер борьбы с телязиозами крупного рогатого скота в Нечернозёмной зоне России», в 2002 году — докторскую «Разработка и внедрение новых лекарственных форм ветеринарных препаратов для борьбы с паразитарными болезнями».
Возглавляемый им научно-внедренческий центр «Агроветзащита» выпускает более 300 лекарственных и косметических средств для домашних животных, рептилий, рыб, декоративных птиц, грызунов, лошадей и продуктивных животных. С 2007 года профессор Нижегородской государственной сельскохозяйственной академии и с 2010 года — МГАВМиБ — МВА имени К. И. Скрябина.
Сопредседатель оргкомитета конференции в МГАВМиБ — МВА имени К. И. Скрябина, посвященной 140-летию со дня рождения академика К. И. Скрябина (2018). Почётный профессор Таджикского аграрного университета им. Шоринхох Шохтемур (2011) и Московской государственной академии ветеринарной медицины и биотехнологии им. К. И. Скрябина (2014).
Опубликовал около 475 научных трудов, в том числе 11 монографий.

## Основные работы
- Енгашев С. В., Ларионов С. В. Новые лекарственные формы дельтаметрина и их акарицидная активность. Саратов. — 2001. — 173 с.;
- Енгашев С. В., Горчакова Н. Г., Кузнецова М. В. Функционирование паразитарных систем на примере ассоциативного аскариоза свиней. — Нижний Новгород, 2010. — 86 с.
- Енгашев С. В., Новак М. Д. Паразитарные болезни животных. М., 2012 (2-е изд. 2013);
- Енгашев С. В., Токарев А. Н. Гельминтозы крупного рогатого скота. — СПб., 2013. — 320 с.
- Гельминтозы крупного рогатого скота. — М.: РИОР: ИНФРА-М, 2014. — 186 с. — (Научная мысль).
- Енгашев С. В., Пашкин А. В. и др. Биопрепараты как средства специфической и неспецифической защиты домашних животных. — Нижний Новгород, 2014. — 188 с.
- Енгашев С. В., Даугалиева Э. Х., Новак М. Д. Антигельминтные препараты для ветеринарной практики и их эффективность. — М., 2015. — 69 с.
- Оценка эффективности препарата «Айсидивит» на супоросных свиноматках в производственных условиях / соавт.: А. А. Артемов и др. // Ветеринария, зоотехния и биотехнология. 2016. № 7. С. 42-45.
- Новак М. Д., Новак А.И., Енгашев С. В. Медицинская паразитология. М., 2022. — 342 с.